# Michael Gielen
Michael Andreas Gielen (Dresde, 20 de julio de 1927-Mondsee, 8 de marzo de 2019) fue un compositor y director de orquesta austriaco.

## Años tempranos
Gielen nació en Dresde, Alemania, hijo de Rose (nacida Steuermann) y Josef Gielen; su padre era director de ópera. Por parte de su madre, es el sobrino de Eduard Steuermann y Salka Viertel. Su padre era cristiano y su madre era judía. Con el advenimiento de los nazis, toda la familia Gielen decidió emigrar en 1940 a Buenos Aires, Argentina, ciudad en donde Michael alternó sus estudios de filosofía en la facultad porteña con sus lecciones particulares de música tuteladas por Erwin Leuchter y Rita Kurzmann. 

## Carrera
En 1947 empezó su carrera profesional como repetidor en el Teatro Colón y como pianista en Buenos Aires, donde dio una interpretación temprana de las obras para piano de Arnold Schoenberg en 1949 (el estreno en América del Sur).
A partir de 1950, Gielen regresó a Europa para estudiar análisis musical con Josef Polnauer en Viena y tres años después actuó al frente de la Wiener Staatsoper (1950-60) y dirigió producciones de música contemporánea fuera de la ópera. Su siguiente cita operística fue como director de la Ópera Real de Estocolmo en el periodo 1960-65, seguido por estancias en la Netherlands Ópera y en la Ópera de Fráncfort desde 1977. Fue director principal de Orquesta Nacional de Bélgica (1969-73), de la Orquesta Sinfónica de Cincinnati (1980-86) y de la Orquesta Sinfónica de la SWR de Baden-Baden y Friburgo (1986-99), a la cual fue estrechamente asociado desde entonces.Demostró maestría en las interpretaciones contemporáneas más complejas y dio muchos estrenos, incluyendo las obras de Helmut Lachenmann: Fassade y Klangschatten – mein Saitenspiel, de György Ligeti: Requièm, de Karlheinz Stockhausen: Carré y de Bernd Alois Zimmermann: Die Soldaten. En 1973 grabó la ópera de Schoenberg, Moisés und Aron, utilizada como banda sonora para la película homónima Moisés und Aron. Durante su tiempo en Fráncfort, más tarde llamado la Gielen Era, colaboró con directores de escena como Hans Neuenfels para la ópera de Verdi: Aida y Ruth Berghaus para el ciclo de Wagner: El Anillo del Nibelungo. Gielen se ocupó preferentemente de ofrecer versiones renovadas y más profundas de conocidas piezas de repertorio. De forma paralela, también dirigió algunas temporadas los conciertos de los museos de Frankfurt con una programación basada en Bruckner, Mahler y la Segunda Escuela de Viena.Gielen abandonó su puesto en Frankfurt en 1978 para dos años más tarde hacerse cargo de la dirección de la Orquesta Sinfónica de Cincinnati, formación con la que realizó una serie de relevantes grabaciones discográficas. A mediados de 1986, Gielen relevó a Kazimierz Kord en la dirección de la Orquesta Sinfónica de la SWR de Baden-Baden y Friburgo. Durante sus años al frente de esta agrupación, de 1986 a 1999, Gielen realizó numerosas grabaciones basadas en el repertorio contemporáneo y contribuyó decisivamente a convertir dicha formación en la orquesta más destacada del mundo a nivel del repertorio contemporáneo.
A partir de 1987, Gielen alternó su actividad artística con la docencia en el Mozarteum de Salzburgo, ciudad en donde llegó a dirigir Lulu de Alban Berg durante los festivales de 1995. Director habitual en la Ópera de Berlín y en la Orquesta Sinfónica Alemana de dicha ciudad. 
Michael Gielen fue, posiblemente, el director alemán más destacado en la difusión de la música contemporánea. Sus interpretaciones estaban caracterizadas por una enorme claridad musical y un absoluto respeto a lo escrito en la partitura. Gielen fue un director muy técnico que desarrolló planos sonoros muy contrastados. Poseedor de una inexorable energía, Gielen mostró una gran virtud para incidir en lo no oído, en lo diferente, con un ímpetu inconformista. De esta forma, la transparencia analítica de la partitura no era, para él, un fin en sí mismo, sino más bien el camino legítimo para hacerlo todo audible y con ello atravesar la superficie sonora de las obras hasta llegar a las capas más recónditas. Gielen supo proceder de una forma dramática al tiempo que consiguió un afinamiento sonoro de tranquilidad soberana. Centrado en el repertorio contemporáneo, no obstante sus lecturas de Beethoven, Schumann, Bruckner y Mahler destacan por su idónea tempestuosidad y por emplear en ocasiones una acentuación muy peculiar.
Como compositor, Gielen siguió la tradición de la Segunda Escuela de Viena y su pequeña obra incluye adaptaciones de poemas de Hans Arp, Paul Claudel, Stefan George y Pablo Neruda. En octubre de 2014, Gielen anunció su jubilación de director por razones de salud, particularmente por su vista seriamente deteriorada.

## Premios
- 1986: Theodor W. Adorno Award
- 2010: Ernst von Siemens Music Prize
- Junio de 2010: Großes Verdienstkreuz mit Stern der Bundesrepublik Deutschland

## Discografía seleccionada
- Anton Bruckner. Séptima Sinfonía con la Orquesta Sinfónica de la SWR de Baden-Baden y Friburgo.
- György Ligeti. Réquiem con Poli, Ericson y la Bayerisches Rundfunkkorchester.
- Arnold Schönberg. Concierto per a violonchelo y orquesta, solista Heinrich Schiff y la Orquesta Sinfónica de la SWR de Baden-Baden y Friburgo.
- Arnold Schönberg. Moses und Aron, con Reich, Devos y l'Österreichisches Rundfunkorchester.
- Arnold Schönberg. Selección de piezas orquestales, con la Orquesta Sinfónica de Baden-Baden (PHILIPS 446683)
- Arnold Schönberg. Gurrelieder, con Dean Smith, Naef, Diener y Siegel, y la Orquesta Sinfónica de Baden-Baden (HÄNSSLER CLASSIC 93198)
- Gustav Mahler. Sinfonías con la Orquesta Sinfónica de la SWR de Baden-Baden y Friburgo. (HÄNSSLER CLASSIC 93130 — integral en 13 CD)
- Bela Bartok. Concierto para piano nº2, con Gyorgy Sandor y la Orquesta Pro Música de Viena (TUXEDO 1014)
- Beethoven. Sinfonías nº4, 6, 7 y 8, con la Orquesta Sinfónica de Baden-Baden (EUROARTS 2050667)
- Kagel. Estudios para orquesta nº1, 2 y 3, con la Orquesta Sinfónica de Baden-Baden (COL LEGNO 20026)
- Ligeti. Requiem, con Poli y Ericson, y la Orquesta Sinfónica de la Radio de Frankfurt (WERGO 60045)
- Liszt. Los 2 Conciertos para piano, con Alfred Brendel y la Orquesta Pro Música de Viena (REGIS 1362)
- Luigi Nono. Selección de piezas orquestales, con la Orquesta Sinfónica de Baden-Baden (COL LEGNO 20505)
- Richard Wagner. Preludio de Tristán e Isolda, con la Orquesta Sinfónica de Baden-Baden (INTERCORD 860908)
- Zimmermann. Die Soldaten, con Synek, De Ridder, Nikolai y Kelemen, y la Orquesta Gürzenich de Colonia (WERGO 6698).

## Selección de obras
- Die Glocken sind auf falscher Spur after Hans Arp, premier 1970, Joan Carroll, Siegfried Palm, Aloys Kontarsky, Wilhelm Bruck, Christoph Caskel, Michael Gielen, at the Saarländischer Rundfunk festival "Musik im 20.Jahrhundert"
- 1983 - 1985: string quartet Un vieux souvenir after Baudelaires's Les Fleurs du mal, premier 1985, LaSalle Quartet, Cincinnati

## Publicaciones
- Gielen, Michael: Unbedingt Musik. Erinnerungen. Insel, Frankfurt am Main 2005; ISBN 3-458-17272-6.
- Gielen, Michael; Paul Fiebig: Mahler im Gespräch. Die zehn Sinfonien. Metzler, Stuttgart 2002; ISBN 3-476-01933-0.